# 샤캬이구

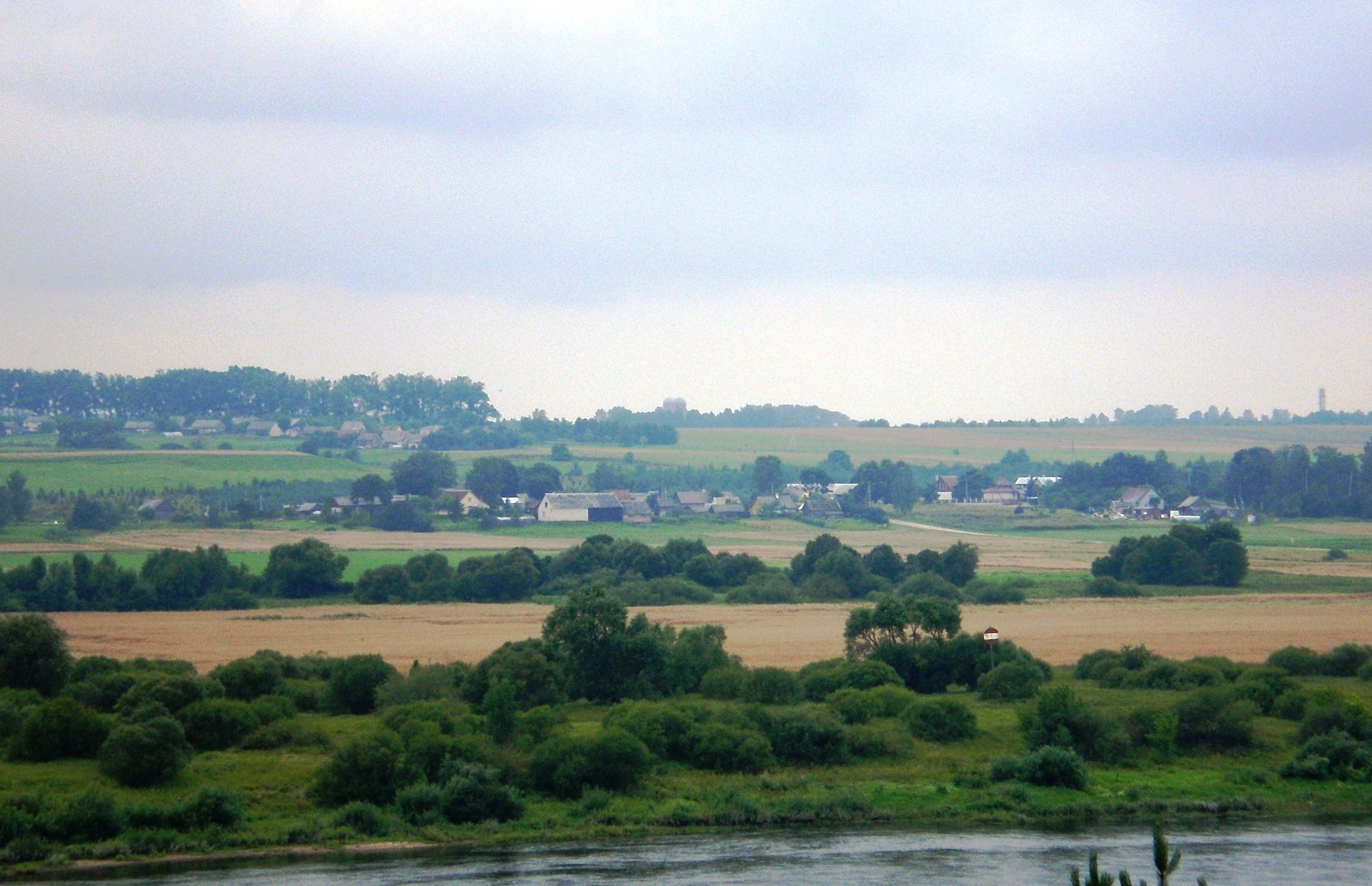
샤캬이구에 위치한 미키타이 마을

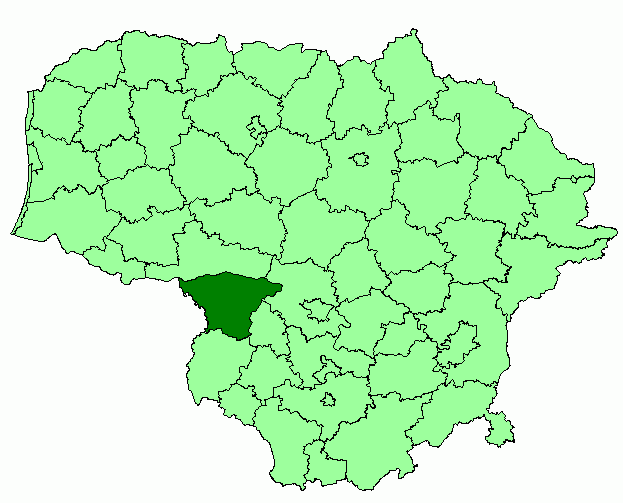
샤캬이구의 위치

샤캬이구(리투아니아어: Šakių rajono savivaldybė)는 리투아니아 마리얌폴레주를 구성하는 5개 지방 자치체 가운데 하나로 행정 중심지는 샤캬이이며 면적은 1,454km2, 인구는 30,321명(2015년 기준), 인구 밀도는 20.9명/km2이다. 14개 장로구를 관할한다. 마리얌폴레주 빌카비슈키스구, 카즐루루다시, 카우나스주 카우나스구, 타우라게주 유르바르카스구와 접하며 남서쪽으로는 러시아 칼리닌그라드주와 국경을 접한다.

지방 자치체 문장